# Veronica szechuanica
Veronica szechuanica là một loài thực vật có hoa trong họ Mã đề. Loài này được Batalin miêu tả khoa học đầu tiên năm 1893.